# Borhidia cubana
Borhidia cubana är en kvalsterart som beskrevs av Balogh och Sandór Mahunka 1974. Borhidia cubana ingår i släktet Borhidia och familjen Quadroppiidae. Inga underarter finns listade.